# 中国外交部朝鲜半岛事务大使列表
中国外交部朝鲜半岛事务大使是中华人民共和国外交部任命的大使，主要职责为处理朝鲜半岛事务。2010年起逐步由中國政府朝鮮半島事務特別代表取代。

## 历任外交部朝鲜半岛事务大使

### 中国外交部朝鲜半岛事务大使（2003年－2011年）
| 姓名   | 任命       | 免职       | 外交衔级 | 外交职务 | 备注 | 备注 |
| ------ | ---------- | ---------- | -------- | -------- | ---- | ---- |
| 宁赋魁 | 2003年12月 | 2005年10月 | 大使     |          |      |      |
| 李滨   | 2005年10月 | 2006年4月  | 大使     |          |      |      |
| 陈乃清 | 2007年4月  | 2008年9月  | 大使     |          |      |      |
| 杨厚兰 | 2009年2月  | 2011年6月  | 大使     |          |      |      |